# Modou Jobe
Alagie Modou Jobe (ur. 27 października 1988 w Sanyang) – gambijski piłkarz grający na pozycji bramkarza. Od 2021 jest piłkarzem klubu Black Leopards FC.

## Kariera piłkarska
Swoją piłkarską karierę Jobe rozpoczął w klubie Real Bandżul. W sezonie 2006 zadebiutował w jego barwach w pierwszej lidze gambijskiej. Grał w nim do końca sezonu 2014. Z Realem wywalczył trzy tytuły mistrza Gambii w sezonach 2007, 2012 i 2014 oraz dwa wicemistrzostwa Gambii w sezonach 2011 i 2013.
W 2014 roku Jobe został piłkarzem senegalskiego ASC Niarry Tally. W sezonie 2014/2015 wywalczył z nim wicemistrzostwo Senegalu, a w sezonie 2015/2016 zdobył z nim Puchar Senegalu. W sezonie 2016/2017 grał w ASC Linguère, a w latach 2018-2019 w nigeryjskim El-Kanemi Warriors. W sezonie 2019/2020 grał w saudyjskim drugoligowym Jeddah Club, a w 2021 roku był zawodnikiem senegalskiego ASEC Ndiambour. W 2021 przeszedł do południowoafrykańskiego Black Leopards FC.

## Kariera reprezentacyjna
W reprezentacji Gambii Jobe zadebiutował 16 czerwca 2007 w zremisowanym 0:0 meczu kwalifikacji do Pucharu Narodów Afryki 2008 z Republiką Zielonego Przylądka, rozegranym w Algierze. W 2022 roku został powołany do kadry na Puchar Narodów Afryki 2021. Rozegrał na nim dwa mecze grupowe: z Mauretanią (1:0) i z Mali (1:1).